# Photinus dimissus
Photinus dimissus är en skalbaggsart som beskrevs av Leconte 1881. Photinus dimissus ingår i släktet Photinus och familjen lysmaskar. Inga underarter finns listade i Catalogue of Life.